# Черивил (Пенсилванија)
Черивил (енгл. Cherryville) насељено је место без административног статуса у америчкој савезној држави Пенсилванија.

## Демографија
По попису из 2010. године број становника је 1.580.
| Група             | 2000.    | 2010.         |
| Белци             | 0 (0,0%) | 1.486 (94,1%) |
| Афроамериканци    | 0 (0,0%) | 15 (0,9%)     |
| Азијати           | 0 (0,0%) | 24 (1,5%)     |
| Хиспаноамериканци | 0 (0,0%) | 49 (3,1%)     |
| Укупно            | 0        | 1.580         |